# Pequeñas Victorias
Pequeñas Victorias es una serie de televisión dramática argentina producida por VIS y Oficina Burman para Amazon Prime Video. Es  una secuela de la telenovela Pequeña Victoria emitida por Telefe en 2019 y está protagonizada por Julieta Díaz, Natalie Pérez, Mariana Genesio Peña, Facundo Arana, Alan Sabbagh, Lola Loyacono, Juan Leyrado, Miriam Odorico y Joaquín Rescigno. 
El tráiler y arte oficial de la serie fueron lanzados el 11 de agosto de 2021. La serie fue estrenada el 20 de agosto de 2021 en el resto de América por Amazon Prime Video, mientras que en Argentina se estrenó el 13 de septiembre en Telefe.

## Sinopsis
La historia se desarrolla seis años después de los acontecimientos sucedidos en 2019. Ahora Victoria (Lola Loyacono) comienza su etapa escolar y esta situación pondrá a sus madres frente a los conflictos personales que habían pasado a segundo plano durante los primeros años de vida de la niña. De esta manera, tendrán que encontrar la mejor versión de sí mismas y descubrir sus propias identidades para reconciliarlas con sus roles como madres de Victoria.

## Elenco

### Principal
- Julieta Díaz como Jazmín Jorgensen
- Natalie Pérez como Bárbara Salvatierra
- Mariana Genesio Peña como Emma Uriburu
- Facundo Arana como Antonio Tiscornia
- Alan Sabbagh como Gerardo Mancuso Puentes
- Lola Loyacono como Victoria Jorgensen
- Miriam Odorico como Susana
- Juan Leyrado como Pier Douchel

### Recurrente
- Guillermo Arengo como Omar Correa
- Facundo Calvo como Tití Correa
- Paola Barrientos como Zymmer
- Ezequiel Campa como Jimmy
- Damián Dreizik como Germán
- Joaquín Rescigno como Ulises Mancuso

### Invitados
- Laura Laprida como Guadalupe
- Alan Madanes como Pinky
- Valentina Chiappe como Marina
- Javier Drolas como Nicolás
- Victoria Aragón como Ana
- Julieta Bartolomé como Sol
- Martín Slipak como Bruno
- Abril Sánchez como Herma
- Silvina Diez como Martha Aratha
- Mato Sanz como Robert
- Nicolás Francella como Ariel Botti
- Natalia Grinberg como Mabel Suárez
- Marcio Mansilla como Pablo Busolini
- Tamara Paraniuk como Monika "La Rusa" Kalishnikov
- David Di Nápoli como Raúl Gotti
- Pilar Boyle como Majo
- Celina Font como Lucía Tiscornia
- Clarisa Korovsky como Graciela
- María Marull como Mamá de Juana
- Renata Iglesias como Juana
- Julieta Nair Calvo como Delfina
- Cecilia Dopazo como Patricia Baizán
- Diego De Paula como Leo
- Nicolás Strok como Reyes
- Jazmín Simonian como Luz
- María Abadi como Valeria Mancuso
- Graciela Tenenbaum como Betty
- Alfredo Castellani como Jaime
- Guillermina Broens como Dalia Correa
- Matías Silva como Federico
- Romina Escobar como Pía
- Sofía Diéguez como Violeta
- Payuca Del Pueblo como Glenda

## Episodios
| N.º (serie) | Título                             | Director      | Guionista(s)                                       | Emisión original     | Emisión en Telefe        | Audiencia (promedio de índice de audiencia) |
| ----------- | ---------------------------------- | ------------- | -------------------------------------------------- | -------------------- | ------------------------ | ------------------------------------------- |
| 1           | «Perdidas en la tierra»            | Juan Taratuto | Victoria Galardi, Mara Pescio y Matías Scartascini | 20 de agosto de 2021 | 13 de septiembre de 2021 | 10.0                                        |
| 2           | «Estoy fuera»                      | Juan Taratuto | Victoria Galardi, Mara Pescio y Matías Scartascini | 20 de agosto de 2021 | 14 de septiembre de 2021 | 9.2                                         |
| 3           | «Todos merecemos otra oportunidad» | Juan Taratuto | Victoria Galardi, Mara Pescio y Matías Scartascini | 20 de agosto de 2021 | 15 de septiembre de 2021 | 8.0                                         |
| 4           | «Chocan los planetas»              | Juan Taratuto | Victoria Galardi, Mara Pescio y Matías Scartascini | 20 de agosto de 2021 | 16 de septiembre de 2021 | 7.9                                         |
| 5           | «Cosas de chicos»                  | Juan Taratuto | Victoria Galardi, Mara Pescio y Matías Scartascini | 20 de agosto de 2021 | 17 de septiembre de 2021 | 10.0                                        |
| 6           | «Fuiste»                           | Juan Taratuto | Victoria Galardi, Mara Pescio y Matías Scartascini | 20 de agosto de 2021 | 20 de septiembre de 2021 | 7.4                                         |
| 7           | «Douchel Douchel»                  | Juan Taratuto | Victoria Galardi, Mara Pescio y Matías Scartascini | 20 de agosto de 2021 | 21 de septiembre de 2021 | 6.6                                         |
| 8           | «Chevere»                          | Juan Taratuto | Victoria Galardi, Mara Pescio y Matías Scartascini | 20 de agosto de 2021 | 22 de septiembre de 2021 | 6.4                                         |
| 9           | «Que los cumplas»                  | Juan Taratuto | Victoria Galardi, Mara Pescio y Matías Scartascini | 20 de agosto de 2021 | 23 de septiembre de 2021 | 6.8                                         |
| 10          | «Feliz»                            | Juan Taratuto | Victoria Galardi, Mara Pescio y Matías Scartascini | 20 de agosto de 2021 | 24 de septiembre de 2021 | 8.0                                         |

## Premios y nominaciones
| Lista de premios y nominaciones | Lista de premios y nominaciones | Lista de premios y nominaciones      | Lista de premios y nominaciones | Lista de premios y nominaciones | Lista de premios y nominaciones | Lista de premios y nominaciones |
| Año                             | Ceremonia de premiación         | Categoría                            | Nominado/a (s)                  | Resultado                       | Ref(s)                          |                                 |
| ------------------------------- | ------------------------------- | ------------------------------------ | ------------------------------- | ------------------------------- | ------------------------------- | ------------------------------- |
| 2021                            | Premios Martín Fierro           | Mejor ficción                        | Pequeñas Victorias              | Nominado                        | [ 14 ]                          |                                 |
| 2021                            | Premios Martín Fierro           | Mejor actor protagónico              | Facundo Arana                   | Nominado                        | [ 14 ]                          |                                 |
| 2021                            | Premios Martín Fierro           | Mejor actriz protagónica             | Julieta Díaz                    | Nominada                        | [ 14 ]                          |                                 |
| 2021                            | Premios Martín Fierro           | Mejor actriz protagónica             | Natalie Pérez                   | Nominada                        | [ 14 ]                          |                                 |
| 2021                            | Premios Martín Fierro           | Mejor autor / guionista              | Erika Halvorsen y Daniel Burman | Nominados                       | [ 14 ]                          |                                 |
| 2021                            | Premios Martín Fierro           | Mejor director                       | Juan Taratuto                   | Nominado                        | [ 14 ]                          |                                 |
| 2022                            | GLAAD Media Awards              | Mejor serie en español               | Pequeñas Victorias              | Nominado                        | [ 15 ]                          |                                 |
| 2022                            | Premios Cóndor de Plata         | Mejor actriz protagonista en comedia | Julieta Díaz                    | Nominada                        | [ 16 ]                          |                                 |
| 2022                            | Premios Cóndor de Plata         | Revelación femenina                  | Lola Loyacono                   | Nominada                        | [ 16 ]                          |                                 |